# Луї-Себастьян Ленорман
Луї-Себастьян Ленорман (фр. Louis-Sébastien Lenormand; 25 травня 1757, Монпельє — грудень 1837, Кастр) — французький фізик, винахідник і піонер в області стрибків з парашутом.

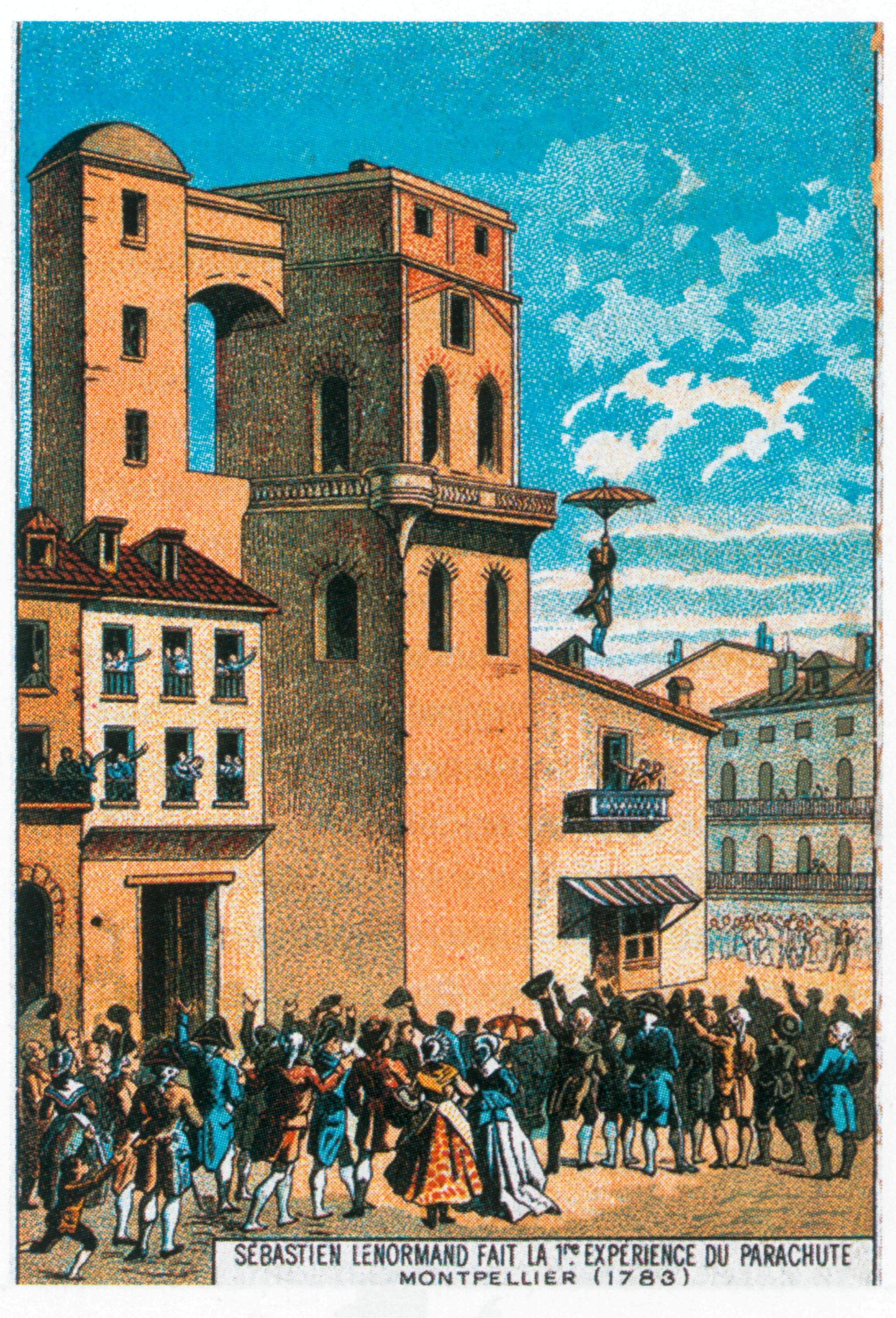

Вважається першою людиною, яка здійснила засвідчений спуск з парашутом, також вважається автором терміна «парашут» (від грецького para — «проти» і французького chute — «падіння»). Розглядав парашут як один із засобів евакуації людей, що знаходяться в палаючому будинку.
Після здійснення стрибка з дерева за допомогою двох модифікованих парасольок удосконалив свій винахід і 26 грудня 1783 року зістрибнув з вежі обсерваторії Монпельє з 14-футовим парашутом з твердим дерев'яним каркасом. Свідками стрибка був натовп, в якому перебував винахідник Жозеф Монгольф'є.